# Massariosphaeria phaeospora
Massariosphaeria phaeospora är en svampart som först beskrevs av E. Müll., och fick sitt nu gällande namn av Crivelli 1983. Massariosphaeria phaeospora ingår i släktet Massariosphaeria, ordningen Pleosporales, klassen Dothideomycetes, divisionen sporsäcksvampar och riket svampar.   Inga underarter finns listade i Catalogue of Life.